# Aequoreidae
Aequoreidae es una familia perteneciente a la orden Leptothecata. Según otras clasificaciones está colocada en Hydroida, otro suborden de Leptomedusae.

## Género
- Aequorea
- Rhacostoma
- Zygocanna